# Австралийский орёл-карлик
Австралийский орёл-карлик (лат. Hieraaetus morphnoides) — вид птиц из семейства ястребиных. Подвидов не выделяют.

## Распространение
Широко распространены практически по всей Австралии. Гнездятся в лесах, живут как в лесах, так и на открытой местности, отдавая предпочтение холмистой.

## Описание
Длина тела 38-55 см, размах крыльев 101—136 см. Вес самца 440—810 г, самки 745—1250 г.

## Образ жизни
Охотятся в основном на млекопитающих (вес добычи может достигать 1,5 кг), птиц, рептилий и рыб. Редко на насекомых. На юге континента в основном питаются грызунами: кроликами, мышами и крысами, а на севере мелкими птицами. В засушливых местностях пищей орлов служат ящерицы и змеи. Иногда питаются падалью. Австралийский орёл-карлик редко хватает добычу в полёте.
Австралийский орёл-карлик находит себе пару на всю жизнь. Как только птицы находят пару они приступают к постройке гнезда. Для подстилки они используют сухую траву и зелёные листья. Гнездо строится на ветках, чаще всего в развилках деревьев на уровне от 5 м и выше от земли. Высиживает яйца только самка, самец тем временем охотится. В кладке обычно два яйца.

## Интересные факты
В мультсериале Серебряный Конь был показан такой же орел который охотился на Поющего Ворона.